# Giuseppe Giovanelli

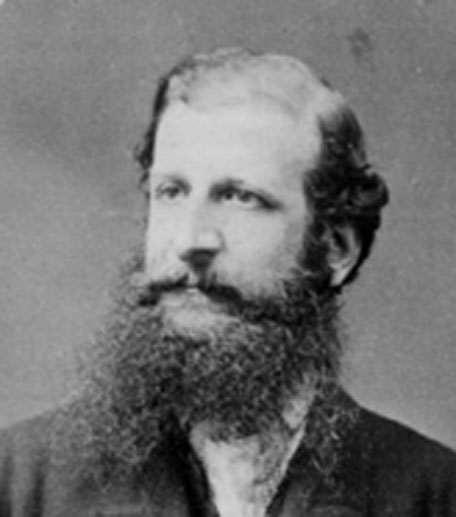
Giuseppe Giovanelli, prins-senator

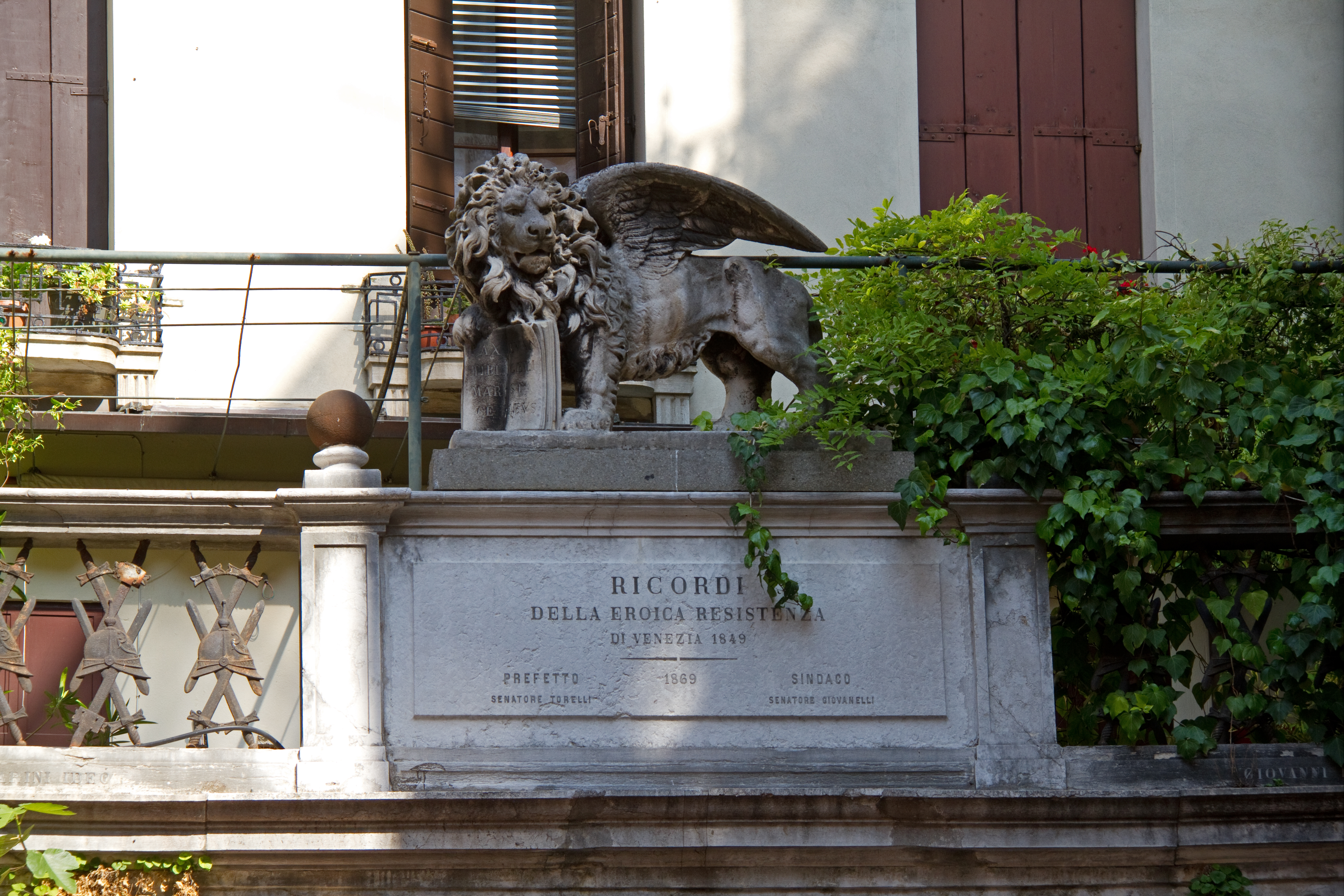
Gedenkplaat voor Giuseppe Giovanelli voor diens inzet in 1849.

Giuseppe Giovanelli (Venetië, 5 december 1824 – Lonigo, 11 september 1886) was een prins en bankier in het Oostenrijkse koninkrijk Lombardije-Venetië en nadien in het koninkrijk Italië. Hij was burgemeester van de stad Venetië (1868-1875) en senator in het verenigd Italië tot zijn dood (1866-1886).

## Titels
Zijn adellijke titels gaan terug tot de periode dat hij en zijn familie leefden in het koninkrijk Lombardije-Venetië, een koninkrijk onder bestuur van de Oostenrijkse Habsburgers. Giovanelli was prins en graaf van het keizerrijk Oostenrijk, graaf van Marengo, graaf van Carpenedo, graaf van Telvara, graaf van San Pietro, heer van Caldareo, heer van Laimbourg, heer in Tirol en de Oostenrijkse erflanden, en magnaat van het koninkrijk Hongarije.

## Levensloop
Giovanelli groeide op in een adellijke familie in Venetië. Zijn familie had fortuin gemaakt in het bankwezen en de zijdehandel. Hijzelf was ook werkzaam als bankier. Tijdens het revolutiejaar 1848 in Lombardije-Venetië steunden hij en zijn vader Andrea de revolutie samen met andere patriciërs. Zij betaalden mee aan de nationale garde om de openbare orde te doen handhaven in deze chaotische periode. De revolutie duurde er tot 1849. Giovanelli was capo battaglione of bataljonscommandant van de garde (1848-1849). Een gedenkplaat in Venetië herinnert aan deze functie.
Toen zijn vader stierf in 1860 stopte hij met het wekelijks uitdelen van aalmoezen aan de poorten van het paleis, gelegen in de parochie van Santa Fosca. In de plaats engageerde hij zich in het Comité van Weldadigheid van de stad Venetië. 
In 1866 ging Veneto over van het keizerrijk Oostenrijk naar het koninkrijk Italië. Datzelfde jaar werd Giovannelli verkozen tot senator door cijnskiezers die elk drieduizend lire belastingen betaalden per jaar, op basis van persoonlijk inkomen of inkomen uit industriële productie. Hij bleef senator voor de rest van zijn leven aangezien hij telkens herkozen werd. In 1868 werd hij burgemeester van Venetië en was de tweede burgemeester van Venetië na de aanhechting bij Italië. Hij bleef burgemeester tot 1875, waarna hij gemeenteraadslid werd van Lonigo.
Giovanelli was niet alleen actief in het bankwezen maar ook in de handel en openbare werken. Zo werd hij voorzitter van de Venetiaanse zetel van de Italiaanse Vereniging voor Transport alsook lid van de Italiaanse Vereniging voor Aardrijkskunde. Hij zetelde in het bestuur van de Handelshogescholen van Venetië. Giovanelli werd voorzitter van de Accademia di Belle Arti van Venetië. Hij was tevens voorzitter van het Venetiaanse Gezelschap voor Openbare Werken. In het bankwezen klom Giovannelli op tot voorzitter van de Venetiaanse zetel van de Banca d'Italia.
Toen prins-senator Giovanelli stierf in 1886 werd zijn erfenis geschat op minstens 50 miljoen lire, een enorm bedrag voor die tijd.